# ジャケツイバラ亜科
ジャケツイバラ亜科（Caesalpinioideae）は、マメ科の亜科の一つ。

## 特徴

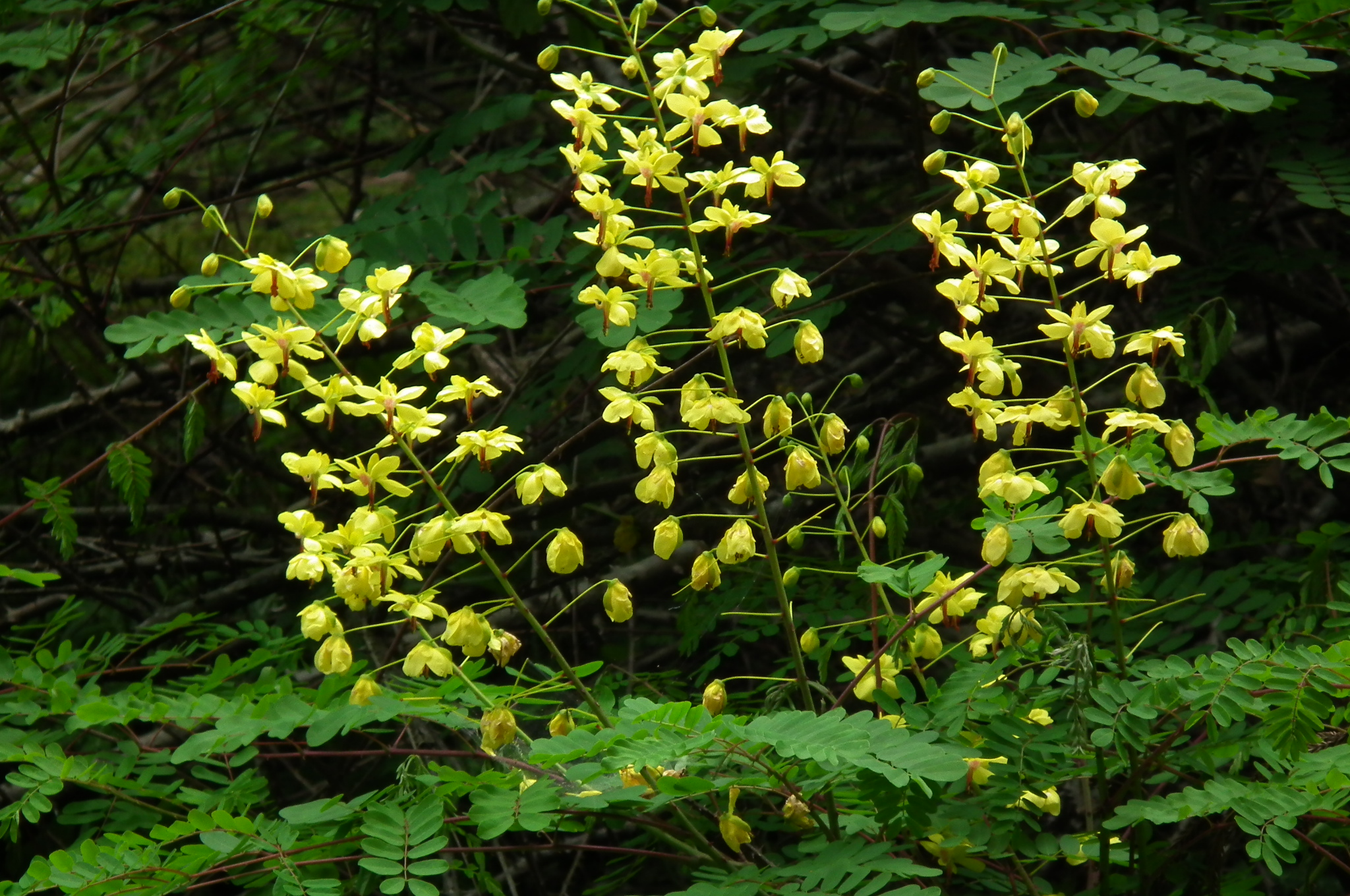
日本に自生するジャケツイバラ（白髪岳山麓）

果実は豆果。 花は左右相称で、5枚の花びらが大きく開いて目立つものが多い。葉は単葉または羽状複葉。多くは木本で、つる性のものも多い。熱帯・亜熱帯に多く分布する。日本にはジャケツイバラ、サイカチ、カワラケツメイなど数種が自生する。
大きな花をつけ熱帯で花木として栽培されるものも多い（ホウオウボクなど）。
薬用や飲用に用いられるもの（カワラケツメイ、センナ、エビスグサ、ハブソウ、サイカチなど）もある。

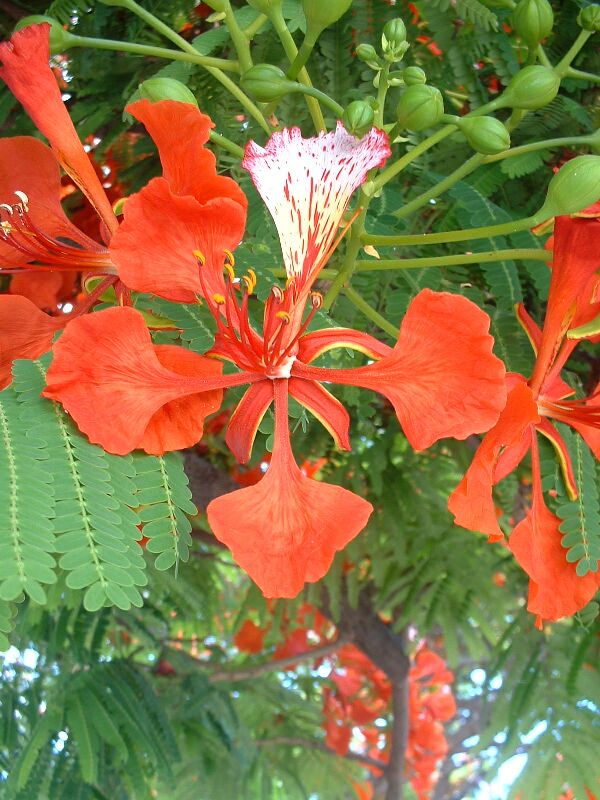
ホウオウボク

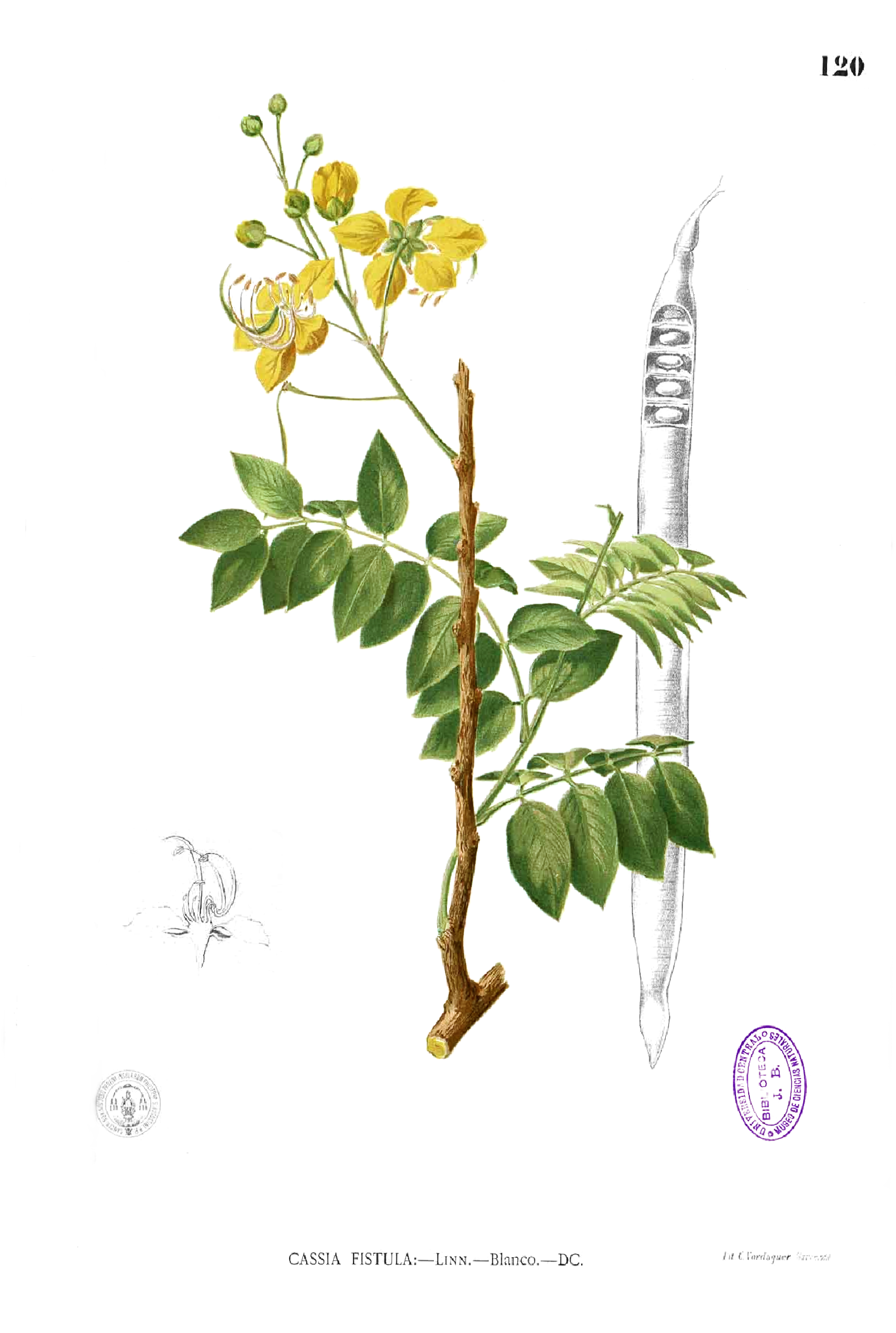
ナンバンサイカチ（ゴールデンシャワー、Cassia fistula）

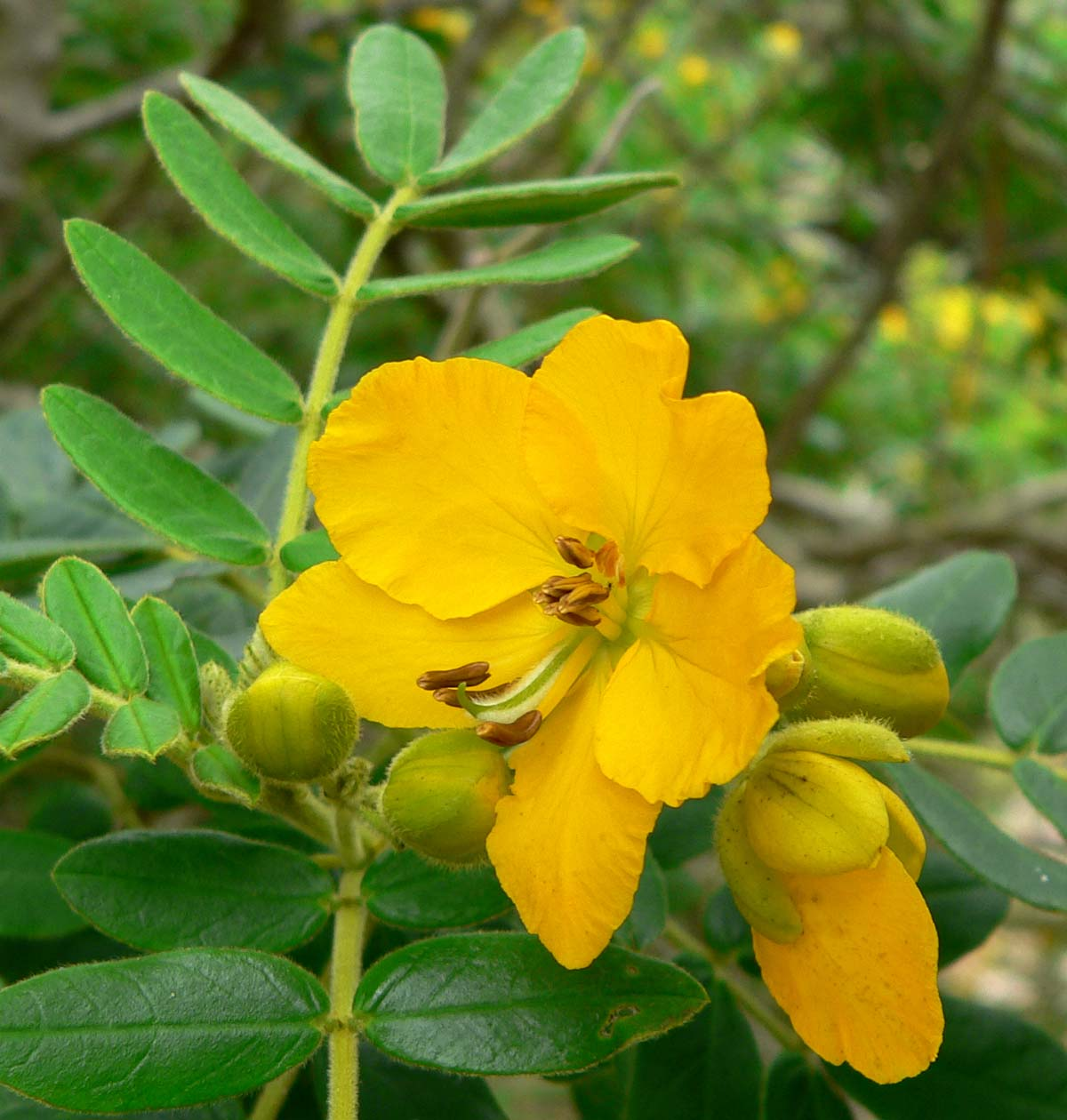
Senna multiglandulosa

スオウは古くから材を染料として用いる。

## 分類
かつての新エングラー体系では、マメ科は大きく、ジャケツイバラ亜科、マメ亜科、ネムノキ亜科の3つのグループに分けられていた（クロンキスト体系ではそれぞれ科の階級）。しかし2017年の研究によりジャケツイバラ亜科は大きく再編され、ハナズオウ亜科、デタリウム亜科、ディアリウム亜科などの亜科が分離された。また、ネムノキ亜科はMimosoid cladeとしてジャケツイバラ亜科内に含まれるようになった。
この新しいジャケツイバラ亜科は生態的、形態的に非常に多様な種を含むグループだが、明確な共有派生形質としてスクロースシンターゼ遺伝子が重複していることが挙げられる。
以下に示す8個程度のクレードに分けられるが、それぞれの単系統性や含む範囲は確定していない。
- Umtiza grade
  - Gleditsia サイカチ属 - サイカチ
  - Ceratonia イナゴマメ属 - イナゴマメ（キャロブ）
- Pterogyne - アメンドイム
- Caesalpinia clade
  - Libidibia - ジビジビ
  - Caesalpinia - オウコチョウ、ナンテンカズラ
  - Paubrasilia - ブラジルボク
  - Biancaea ジャケツイバラ属 - ジャケツイバラ、スオウ
  - Haematoxylum アカミノキ属 - アカミノキ
- Cassia clade
  - Cassia ナンバンサイカチ属 - ナンバンサイカチ
  - Chamaecrista カワラケツメイ属 - カワラケツメイ
  - Delonix ホウオウボク属 - ホウオウボク
  - Senna センナ属 - センナ、エビスグサ、ハブソウ、タガヤサン、ゴールデンキャンドル、センナ・メリディオナリス
- Peltophorum clade
- Tachigali clade
- Dimorphandra Group A
- Dimorphandra Group B
  - Mimosoid clade